# Förfest hos Gabriel
Förfest hos Gabriel var ett musikunderhållningsprogram på SVT2 2007 med sångaren och Melodifestivalvinnaren Gabriel Forss som programledare och körledare. I varje avsnitt bjöd Forss in en gästartist som sjöng med i olika allsånger.

## Gästartister
Avsnitt 1: Sarah Dawn Finer

Avsnitt 2: Magnus Carlsson

Avsnitt 3: Maria Möller

Avsnitt 4: Charlotte Perrelli

Avsnitt 5: Dogge Doggelito

Avsnitt 6: Tommy Nilsson

Avsnitt 7: Anna Sahlin

Avsnitt 8: Lasse Berghagen